# Wilhelm Kloed
Wilhelm Kloed (Christiania, 26 juli 1855 – 1929) was een Noors tenor en zangpedagoog. 
Wilhelm Cappelen Kloed werd geboren binnen het gezin van cargadoor Theodor Cappellen Kloed en Louise Marie Eger. Wilhelm Kloed huwde Wally Andersen in 1908.
Hij kreeg zanglessen van Thorvald Lammers en trok vervolgens naar Parijs en München. Zijn zangdebuut vond plaats in Stockholm en hij maakte daar deel uit van operagezelschappen. Hij was in 1887 betrokken bij de overname van het privétheater Vasatastatern, samen met Anna Pettersson en Mauritz Gründer. Vanaf 1890 was hij werkzaam bij het Christiania Theater. Hij schreef ook enkele liederen zoals Brœndte Skibe en Soen en gaf in 1921 het boekwerk Sang og sangkunst uit. 
Cally Monrad, Inga Ørner, Carl Struve en Eyvind Vedene waren leerlingen van hem. Richard Henneberg droeg zijn Tre sanger aan hem op.
Enkele concerten:
- 26 maart 1879: hij trad op als hoofdartiest met Petrine Barchmann, Johanne Rytterager, Fredrik Ursin en Alfred Paulsen (Oslo)
- 1879: zong in het Nya theateren (Stockholm)
- 1880: zong in Alphyddan van Adolphe Adam (Stockholm)
- 7 mei 1881: Onder leiding van Thorvald Lammers Messiah van Georg Friedrich Händel met ook Hildur Schirmer, Ingeborg Petersen, Camilla Wiese en het orkest van het Christiania Theater (Oslo)
- 26 september 1885; Concert met Erika Nissen met concert- en operaliederen (Gounod en Verdi) (Oslo)
- 1886: Stockholm, de rol van Don José in Carmen in Koninklijke Opera (Stockholm)
- 23 mei 1890: Theblomst (Fleur de thé), operette/opera van Henri Chivot en Alfred Duru
- 10 maart 1895: Fra Diavolo eller Vaerthuset i Terrasina (L'Hôtellerie de Terracine (fra Diavolo) van Daniel Auber
- 30 september 1898: Faust met sterbezetting Gina Oselio, Kloed en Jens Berntsen
- juli 1915: in Stockholm: Les contes d'Hoffmann van Jacques Offenbach, men vond hem erg oud voor de rol

- Bibsys: 90177265
- Système universitaire de documentation: 242779956
- Virtual International Authority File: 265149106067268491083